# Dycke Brothers
De Dycke Brothers was een countryrockband uit de jaren zeventig van de twintigste eeuw.
De band kwam voort uit de minder bekende Dickson Brothers. Dit was een countrygroep, opgericht circa 1962 door vier broers uit de familie Dicke uit Dordrecht. Vanaf 1972 speelden ze onder de naam Dycke Brothers. Leden waren Andre Dicke, Dop Dicke, Rop Dicke, Freek Dicke, (zonen van de tekenaar Otto Dicke) en Tony van der Hoek.
Naast een lp en een aantal singles maakten ze voor Radio Noordzee Internationaal in de jaren zeventig van de vorige eeuw tientallen jingles, zoals:
U bent aan het werk en de radio speelt, op de zaak, in de auto, of thuis, muziek van de Noordzee is altijd bij u, met Radio 220
en
Radio Northsea International station
 Ook voor de piratenzender Hof van Holland in 1975 en Radio Mi Amigo werden jingles gemaakt.
Vanaf 1978 tot 1996 was Freek Dicke de vaste begeleider en arrangeur van Lenny Kuhr. Begin jaren 80 verzorgden de Dycke Brothers de achtergrondzang op haar elpees Dromentrein, Avonturen en Oog in Oog. Freek Dicke produceerde haar albums Heilig Vuur en Altijd Heimwee. Daarnaast heeft hij opgetreden met veel bekende artiesten zoals Rob de Nijs, Bonnie St. Claire, Willeke Alberti, Paul de Leeuw en René Froger. Een paar broers speelden begin jaren negentig in de band van Benny Neyman. Sinds 2023 treedt Freek Dicke weer op met Lenny Kuhr.

## Discografie

### Singles
- 1972: Think of me forever
- 1973: Melanie
- 1975: Glad
- 1976: Apple Judy

### LP
- 1976: In for something better